# Півень Микола Іванович
Микола Іванович Півень (нар. 29 травня 1949, місто Чистякове, тепер Донецької області) — український діяч, голова колгоспу (генеральний директор СТОВ) імені 118 загиблих комунарів Шахтарського району Донецької області. Народний депутат України 1-го скликання.

## Біографія
Народився у родині робітників.
У 1966—1968 роках — монтер підземного зв'язку шахтоуправління «Комсомольське» виробничого об'єднання «Торезантрацит» Донецької області.
У 1968—1970 роках — служба в Радянській армії.
У 1970—1973 роках — підземний електрослюсар, прохідник шахтоуправління «Волинське» виробничого об'єднання «Торезантрацит» Донецької області.
Член КПРС.
У 1973—1979 роках — обліковець, бригадир польової бригади, заступник голови, секретар партійного бюро колгоспу «Прогрес» Шахтарського району Донецької області.
У 1975 році закінчив заочно Білоцерківський сільськогосподарський інститут Київської області, вчений агроном.
З 1979 року — голова колгоспу імені 118 загиблих комунарів Шахтарського району Донецької області.
18.03.1990 року обраний народним депутатом України, 2-й тур, 71,69 % голосів, 4 претендентів. Входив до групи «Земля і воля». Член Комісії ВР України у питаннях соціальної політики та праці.
З 1994 року — генеральний директор сільськогосподарського товариство з обмеженою відповідальністю (СТОВ) імені 118 загиблих комунарів Шахтарського району Донецької області.
Член Комуністичної партії України.
Закінчив заочно Макіївський економіко-гуманітарний інститут Донецької області, економіст.

## Нагороди та звання
- медалі
- заслужений працівник сільського господарства України